# Двухосновные карбоновые кислоты
Двухосновные карбоновые кислоты (или дикарбоновые кислоты) — это карбоновые кислоты, содержащие две карбоксильные группы —COOH, с общей формулой HOOC—R—COOH, где R — любой двухвалентный органический радикал.

## Химические свойства
Дикарбоновые кислоты проявляют те же химические свойства, что и монокарбоновые — эти свойства обусловлены наличием карбоксильной группы:
- диссоциация в водных растворах:

- первая стадия (Ka1):

HOOC—X—COOH → HOOC—X—COO− + H+
Дикарбоновые кислоты — более сильные кислоты по первой стадии диссоциации, чем соответствующие монокарбоновые: во-первых, из-за статистического фактора (две карбоксильные группы в молекуле), во-вторых, из-за взаимного влияния этих групп (если они находятся недалеко или связаны цепью кратных связей);
- вторая стадия (Ka2):

HOOC—X—COO− → −OOC—X—COO− + H+
На второй стадии эти кислоты становятся более слабыми, чем монокарбоновые кислоты (исключение — щавелевая кислота). Отделение катиона водорода второй карбоксильной группы происходит труднее, чем первой, так как требуется больше энергии, чтобы отделить H+ от аниона с зарядом −2, чем при отделении от аниона с зарядом −1;
- образование солей: в отличие от монокарбоновых кислот, дикарбоновые способны образовывать кислые соли;
- образование галогенангидридов.

В то же время есть существенные различия, обусловленные наличием второй карбоксильной группы:
- склонность к образованию хелатов;
- образование некоторыми кислотами циклических ангидридов;
- способность образовывать полимеры в реакции с другими полифункциональными соединениями.

## Примеры

### Некоторые насыщенные дикарбоновые кислоты
Двухосновные предельные карбоновые кислоты алифатического ряда имеют общую формулу HOOC—(CH2)n—COOH, где n = 0, 1, 2, … Систематические названия двухосновных предельных карбоновых кислот даются по названию соответствующего алкана с добавлением суффикса «-диовая» и слова «кислота».
| Тривиальное название | Систематическое название | Химическая структура | pKa1 | pKa2 | Молекулярная масса | Температура плавления (°C) | Растворимость в воде (г. на 100 г.) при 20 °C |
| -------------------- | ------------------------ | -------------------- | ---- | ---- | ------------------ | -------------------------- | --------------------------------------------- |
| Щавелевая кислота    | Этандиовая кислота       | HOOC—COOH            | 1,27 | 4,23 | 90.02              | 189.5                      | 8.6                                           |
| Малоновая кислота    | Пропандиовая кислота     | HOOC—CH2—COOH        | 2,87 | 5,70 | 104.03             | 135.3                      | 73.5                                          |
| Янтарная кислота     | Бутандиовая кислота      | HOOC—(CH2)2—COOH     | 4,16 | 5,61 | 118.05             | 182.8                      | 5.8                                           |
| Глутаровая кислота   | Пентандиовая кислота     | HOOC—(CH2)3—COOH     | 4,34 | 5,27 | 132.06             | 97.5                       | 63.9                                          |
| Адипиновая кислота   | Гександиовая кислота     | HOOC—(CH2)4—COOH     | 4,26 | 5,30 | 146.8              | 153                        | 1.5                                           |
| Пимелиновая кислота  | Гептандиовая кислота     | HOOC—(CH2)5—COOH     | 4,47 | 5,52 | 160.1              | 105.5                      | 5.0                                           |
| Субериновая кислота  | Октандиовая кислота      | HOOC—(CH2)6—COOH     | 4,51 | 5,40 | 174.11             | 140                        | 0.16                                          |
| Азелаиновая кислота  | Нонандиовая кислота      | HOOC—(CH2)7—COOH     | 4,55 | 5,42 | 188.13             | 106.5                      | 0.24                                          |
| Себациновая кислота  | Декандиовая кислота      | HOOC—(CH2)8—COOH     | 4,62 | 5,59 | 202.4              | 134.5                      | 0.1                                           |
| Фетисоновая кислота  | Ундекандиовая кислота    | HOOC—(CH2)9—COOH     | 4.65 |      | 216.27             | 108-110 °C                 | 0.51                                          |
| Не имеет             | Додекандиовая кислота    | HOOC—(CH2)10—COOH    | 4.65 |      | 230.3              | 127–129 °C                 | 0.004                                         |
| Брассиловая кислота  | Тридекандиовая кислота   | HOOC—(CH2)11—COOH    | 4.65 |      | 244.2              |                            |                                               |
| Не имеет             | Тетрадекандиовая кислота | HOOC—(CH2)12—COOH    | 4.65 |      | 258.2              | 125.8                      |                                               |
| Не имеет             | Пентадекандиовая кислота | HOOC—(CH2)13—COOH    | 4.65 |      | 272.3              | 113-114 °C                 |                                               |
| Тапсиевая кислота    | Гексадекандиовая кислота | HOOC—(CH2)14—COOH    | 4.65 |      | 286.4              | 120-123 °C                 |                                               |
| …                    | …                        | …                    | …    |      |                    |                            |                                               |
| Японовая кислота     | Генэйкозандиовая кислота | HOOC—(CH2)19—COOH    |      |      | 356.5              | 117-118 °C                 |                                               |

### Некоторые ароматические дикарбоновые кислоты
| Тривиальное название | Систематическое название                     | Химическая структура | pKa1 | pKa2 |
| -------------------- | -------------------------------------------- | -------------------- | ---- | ---- |
| Фталевая кислота     | Бензол-1,2-дикарбоновая кислота              |                      | 3,54 | 4,46 |
| Изофталевая кислота  | Бензол-1,3-дикарбоновая кислота              |                      | 3,62 | 4,60 |
| Терефталевая кислота | Бензол-1,4-дикарбоновая кислота              |                      |      |      |
| Не имеет             | Нафталин-1,3-дикарбоновая кислота            |                      |      |      |
| Не имеет             | Нафталин-1,4-дикарбоновая кислота            |                      |      |      |
| Не имеет             | Нафталин-1,5-дикарбоноваякислота             |                      |      |      |
| Не имеет             | Нафталин-1,6-дикарбоновая кислота            |                      |      |      |
| Не имеет             | Нафталин-1,7-дикарбоновая                    |                      |      |      |
| Не имеет             | Нафталин-1,8-дикарбоновая кислота            |                      |      |      |
| Не имеет             | Нафталин-2,3-дикарбоновая кислота            |                      |      |      |
| Не имеет             | Нафталин-2,6-дикарбоновая кислота            |                      |      |      |
| Не имеет             | Нафталин-2,7-дикарбоновая кислота            |                      |      |      |
| Не имеет             | 1,1-динафтил-8,8-дикарбоновая кислота        |                      |      |      |
| Гемипиновая кислота  | 3,4-диметоксибензол-1,2-дикарбоновая кислота |                      |      |      |

## Номенклатура
Для карбоновых кислот характерны тривиальные названия, поэтому используют названия природных продуктов, из которых они получены: щавелевая кислота — щавель, янтарная — из янтаря. По номенклатуре ИЮПАК двухосновные кислоты имеют окончания «-диовая» или «-дикарбоновая». Пример: щавелевая — этандиовая кислота, малоновая — пропандиовая или метандикарбоновая.

## Применение
Используются для получения полиамидов и полиэфиров — например, таких широкоизвестных полимеров, как капрон и полиэтилентерефталат.